# 衆議院議員総選挙
衆議院議員総選挙（しゅうぎいんぎいんそうせんきょ）は、日本国の下院である衆議院の議員を選出する選挙。略称は「総選挙」「衆議院議員選挙」「衆院選」。また、事実上の「政権選択選挙」とも呼ばれる。

## 日本国憲法下の衆議院議員総選挙

### 概要
衆議院は全国民を代表する、選挙された衆議院議員で組織される（日本国憲法第43条1項、参議院も同様）。任期は一期4年であるが、任期途中での衆議院解散の場合にはその期間満了前に任期は終了する（日本国憲法第45条）。なお、衆議院議員総選挙は解散および任期満了に起因するもののみを指し、特定の選挙区における再選挙や補欠選挙は「総選挙」には含まない。
日本国憲法下では、衆議院解散による総選挙は衆議院解散の日から40日以内に総選挙を行う（日本国憲法第54条1項前段、公職選挙法31条3項）。一方、任期満了による総選挙は、任期満了の日から前30日以内に行う（公職選挙法31条1項）。任期満了による総選挙の期間が、国会開会中または国会閉会の日から23日以内にかかる場合においては、国会閉会の日から24日以後30日以内に総選挙を行う（公職選挙法31条2項）。また当規定により、任期満了直前に解散をすることによって、投票日が任期満了後となることもある。
日本国憲法下で任期満了による総選挙を実施したのは2025年時点で、三木内閣時の1976年（昭和51年）12月5日に行われた、第34回だけである（後述）。
通常、「総選挙」とは衆議院議員の選挙にのみ用いられる語であり、参議院議員の選挙は3年ごとに必ず実施かつ半数ずつ改選するものであるから「通常選挙」と呼ばれる。公職選挙法31条も、「総選挙」を任期満了あるいは衆議院解散による衆議院議員の選挙を指す語として用いている。ただし、国会議員の選挙の公示について定めた日本国憲法第7条4号の「総選挙」については、同条が「国会議員の総選挙の施行を公示すること」と規定しており、衆参問わず各議院の国会議員を選出する基本的な選挙の公示を天皇の国事行為として定めた趣旨であると解されることから、憲法7条4号の「総選挙」には、参議院議員通常選挙が含まれると解するのが通説である。公職選挙法により、衆議院議員総選挙の期日は少なくとも12日前に公示しなければならないとされている（公職選挙法31条4項）。
選挙は投票により行う（公職選挙法35条）。衆議院議員の選挙においては小選挙区選出議員および比例代表選出議員ごとに一人一票を投票する（公職選挙法36条）。衆議院議員総選挙の選挙事務の管理については、特別の定めがある場合を除くほか、小選挙区選出議員の選挙については都道府県の選挙管理委員会が管理し、比例代表選出議員の選挙については中央選挙管理会が管理する（公職選挙法5条）。選挙権・被選挙権・選挙方式の詳細については次節以下参照。
参議院議員通常選挙が行われている時期に、衆議院が解散されて衆議院議員総選挙が行われることになった場合は、衆議院選挙と参議院選挙の両方の選挙を同時に行うことができる（衆参同日選挙）。
選挙された衆議院議員の任期は4年である（日本国憲法第45条本文、ただし解散あり）。衆議院議員の任期は総選挙の期日から起算するが（公職選挙法256条本文）、任期満了による総選挙が衆議院議員の任期満了の日前に行われたときは、前任者の任期満了の日の翌日から起算する（公職選挙法256条但書）。
衆議院解散による衆議院議員総選挙が行われたときは、その選挙の日から30日以内に国会を召集しなければならない（日本国憲法第54条後段）。衆議院解散による総選挙後に召集された国会（日本国憲法第54条により召集された国会）を特別会（特別国会）という（国会法1条3項）。一方、任期満了による衆議院議員総選挙が行われたときは、その任期が始まる日から30日以内に臨時会（臨時国会）を召集しなければならない（国会法2条の3第1項本文）。ただし、その期間内に常会（通常国会）が召集された場合、またはその期間が参議院議員通常選挙を行うべき期間にかかる場合はこの限りでない（国会法2条の3第1項但書）。
なお、衆議院議員総選挙の際には同時に最高裁判所裁判官国民審査が行われる（憲法79条2項）。

### 選挙権および被選挙権
衆議院議員及びその選挙人の資格は法律（具体的には公職選挙法等）で定められる（日本国憲法第44条本文）。

#### 選挙権
- 日本国民で年齢満18年以上の者は、衆議院議員の選挙権を有する（公職選挙法9条1項）。
  - 2015年（平成27年）6月に改正公職選挙法が成立し、2016年（平成28年）6月から選挙権年齢は20歳以上から18歳以上に引き下げられた（18歳選挙権）[3]。
- 例外的に選挙権を有しない者については、公職選挙法11条1項・252条、政治資金規正法28条に規定がある。

#### 被選挙権
- 日本国民で年齢満25年以上の者は、衆議院議員の被選挙権を有する（公職選挙法10条1項柱書及び1号）。
- 例外的に被選挙権を有しない者については、公職選挙法11条・11条の2・252条、政治資金規正法28条に規定がある。

### 選挙方式
- 議員定数・選挙区・投票の方法など、衆議院議員総選挙に関する事項は、法律（公職選挙法等）によって定められる（日本国憲法第43条2項・第47条）。
- 定数465名の小選挙区比例代表並立制である。選挙区数289で議員定数289名の小選挙区制選挙、および選挙区数11で議員定数176名の比例代表制選挙とを、小選挙区制選挙区と比例代表制選挙区とを必ず等しく重複させる形で同時に併存させている（公職選挙法4条1項）。

#### 小選挙区制

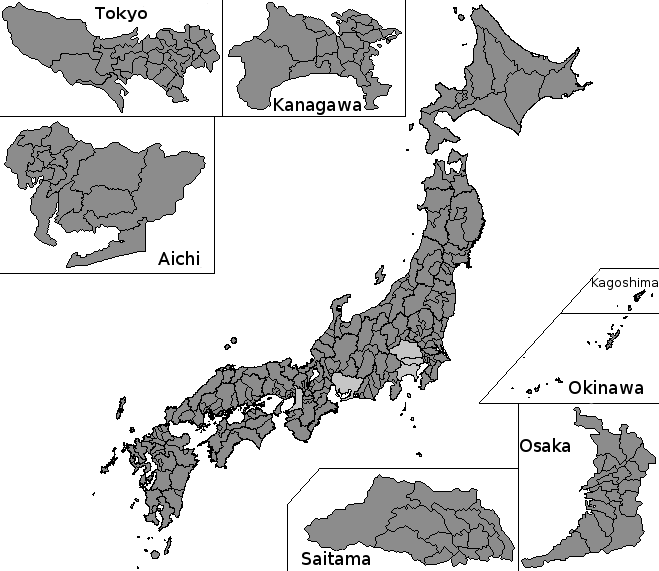
小選挙区の分布（2022年の改定前）

- 各選挙区から最多得票者1名が選出される。ただし、有効投票の総数の6分の1以上の得票（法定得票）がなければならない（公職選挙法第95条第1項第1号）[4]。
- 小選挙区制は選挙区から1名を選出する制度であるため、定数289名に応じて都道府県別に全都道府県が289選挙区に分割されている。小選挙区制の各選挙区については、衆議院小選挙区制選挙区一覧を参照のこと。
- 選挙人は、投票用紙に候補者1人の氏名を自書して投票する（公職選挙法第35条、第36条、第44条第1項、第46条第1項）。
- 衆議院議員選挙区画定審議会が内閣府に置かれており（衆議院議員選挙区画定審議会設置法1条）衆議院小選挙区選出議員の選挙区の改定に関し、調査審議し必要があると認めるときは、その改定案を作成して内閣総理大臣に勧告するものとされている（衆議院議員選挙区画定審議会設置法2条）。

#### 比例代表制

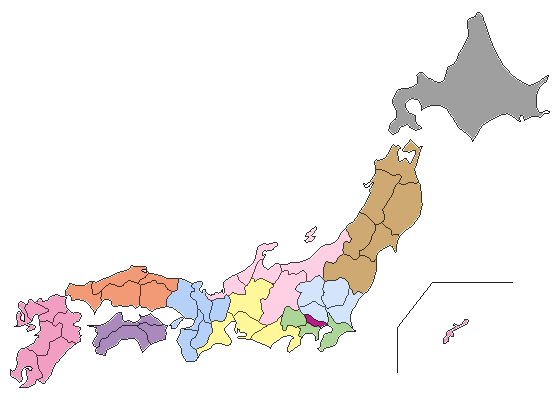
比例代表ブロック

- 日本の衆議院議員総選挙の比例代表制の選挙区すなわち比例代表制選挙区は都道府県を単位として全都道府県が北海道、東北、北関東、南関東、東京、北陸信越[5]、東海、近畿、中国、四国、九州[5]の11選挙区に分割されている。詳細は、衆議院比例代表制選挙区一覧あるいは衆議院小選挙区制選挙区一覧を参照のこと。
  - 日本の衆議院議員総選挙における比例代表制の「選挙区」を表現する場合、公職選挙法的には「比例代表制選挙区」あるいは「比例代表制○○○選挙区」と表現すべきであるがこれらを簡便に明示するため、あるいは小選挙区制など多数代表制の「選挙区」ではないことをハッキリ示すため「選挙区」という言葉を敢えて使わず「○○○ブロック」という言葉を導入して「比例代表○○○ブロック」「比例○○○ブロック」「○○○ブロック」、あるいは「ブロック」すら使用しないで「比例○○○」と表現することが多い。
- 各「衆議院名簿届出政党等」（公職選挙法第86条の2第1項による届出をした政党その他の政治団体）の当選者数は、比例代表（制）選挙区（「比例代表ブロック」）ごとに各々の「政党等」の得票数に応じてドント式で比例配分が行なわれた上で決定される（公職選挙法第95条の2第1項）。
- 「衆議院名簿届出政党等」（公職選挙法第86条の2第1項による届出をした政党その他の政治団体）に所属している候補者は重複立候補を禁止する同法第87条第1項の規定にもかかわらず、同法第86条の2第4項の規定により選挙区が重複している小選挙区制と比例代表制への重複立候補だけは例外的に認められている。
- 各「衆議院名簿届出政党等」の比例代表立候補者のうち誰が比例代表当選者となるかは、あらかじめ「衆議院名簿届出政党等」がその「名簿」によって届け出た当選人となるべき順位に従って決定される（拘束名簿方式、公職選挙法第95条の2第4項）。なお、参議院議員通常選挙では非拘束名簿方式の比例代表制が採用されており衆議院議員総選挙とは方式が異なる。
- 「衆議院名簿届出政党等」は、小選挙区制と比例代表制とに重複して立候補している名簿登載者についてはその全部又は一部を同一の順位とすることができる（公職選挙法第86条の2第4項）。この場合、惜敗率（当該名簿登載者が立候補した小選挙区制における最多得票者に対する得票の割合）の多寡によって当選人になるべき順位を定める（公職選挙法第95条の2第3項）。ただし、小選挙区制と比例代表制への重複立候補者のうち小選挙区で有効投票総数の10分の1の得票を得られなかった候補者は、比例代表制においても当選人となることはできない（公職選挙法第93条）。
- 小選挙区制での落選者が惜敗率によって合理性をもって復活当選し得るように、1つの小選挙区制選挙区が必ず1つの比例代表制選挙区に内包されるように決められている。これらの関係については、衆議院小選挙区一覧を参照のこと。
- 選挙人は、投票用紙にひとつの「衆議院名簿届出政党等」の名称を自書して投票する（公職選挙法第35条、第36条、第44条第1項、第46条第2項）。

#### 事務経費
衆院選では毎回、700億円前後の事務経費が国の予算に計上される。

## 大日本帝国憲法下の衆議院議員総選挙
大日本帝国憲法下においても衆議院は選挙法の定めるところにより公選議員により組織することと定められ（大日本帝国憲法第35条）、それを具体化する法律として衆議院議員選挙法（明治22年法律第37号）が定められていた。
衆議院解散の場合には勅命をもって新たに議員を選挙し解散の日より5箇月以内にこれを召集することと定めていた（大日本帝国憲法第45条）。なおこの勅命は、法令形式としての勅令ではなく詔書により行われた

### 選挙権および被選挙権

#### 選挙権
- 1889年（明治22年）の衆議院議員選挙法（明治22年法律第37号）制定当初、次の資格を満たす者としていた（衆議院議員選挙法6条）。

1. 日本臣民の男子で年齢満25歳以上
2. 選挙人名簿調製の期日より前満1年以上その府県内に本籍を定め居住し引き続き居住している
3. 選挙人名簿調製の期日より前満1年以上その府県内において直接国税15円以上を納め引き続き納めている（ただし、所得税については人名簿調製の期日より前満3年以上これを納め引き続き納めている）

- 1900年（明治33年）の改正衆議院議員選挙法（明治33年法律第73号）により次の資格を満たす者となった（衆議院議員選挙法8条1項）。

1. 帝国臣民たる男子で年齢満25歳以上
2. 選挙人名簿調製の期日より前満1年以上その選挙区内に住居を有し引き続き有する
3. 選挙人名簿調製の期日より前満1年以上地租10円以上又は満2年以上地租以外の直接国税10円以上若しくは地租とその他の直接国税とを通して10円以上を納め引き続き納めている

- 1925年（大正14年）の改正衆議院議員選挙法（大正14年法律第47号、俗にいう普通選挙法）により納税資格が撤廃された。
- 1945年（昭和20年）の改正衆議院議員選挙法（昭和20年法律第42号）により女性参政権（婦人参政権）が認められる。

#### 被選挙権
- 1889年（明治22年）の衆議院議員選挙法（明治22年法律第37号）制定当初、原則として日本臣民の男子満30歳以上で選挙人名簿調製の期日より前満1年以上その選挙府県内において直接国税15円以上を納め引き続き納める者（ただし、所得税については人名簿調製の期日より前満3年以上これを納め引き続き納めている）を被選人としていた（衆議院議員選挙法8条）。
- 1900年（明治33年）の改正衆議院議員選挙法（明治33年法律第73号）により、原則として帝国臣民たる男子で年齢満30歳以上の者となった（衆議院議員選挙法10条）。
- 1945年（昭和20年）の改正衆議院議員選挙法（昭和20年法律第42号）により女性参政権（婦人参政権）が認められる。翌1946年（昭和21年）4月10日の第22回衆議院議員総選挙で39名の女性議員が誕生。

### 日本国憲法への移行
1946年（昭和21年）4月10日の第22回衆議院議員総選挙が、大日本帝国憲法下での最後の衆議院議員総選挙となり、1947年（昭和22年）5月3日に日本国憲法が施行された。
1947年（昭和22年）4月25日の第23回衆議院議員総選挙は日本国憲法下での初の衆議院議員総選挙となったが、この選挙は衆議院議員選挙法の下で行われた。
なお、その後、1950年（昭和25年）の公職選挙法（昭和25年4月15日法律第100号）施行により、衆議院議員選挙法は廃止となった。

## 衆議院議員総選挙の沿革
1889年（明治22年）
大日本帝国憲法とともに衆議院議員選挙法（明治22年法律第37号）公布。原則小選挙区制とし、直接国税（≒所得税）15円（当時の貨幣価値は21世紀の10000分の1）以上を納付する満25歳以上の男子による記名投票と規定。
1890年（明治23年）
初の衆議院議員総選挙。
1900年（明治33年）
衆議院議員選挙法改正。一府県一選挙区の大選挙区制（ただし、人口3万人以上の都市は独立選挙区）とし、直接国税10円以上納付の満25歳以上の男子による無記名投票に改める（秘密選挙を確立）。
1902年（明治35年）
改正衆議院議員選挙法（1900年）の下での総選挙（第7回衆議院議員総選挙）。
1919年（大正8年）
衆議院議員選挙法改正。原則小選挙区制とし、直接国税3円以上納付の満25歳以上の男子による無記名投票に改める。
1920年（大正9年）
改正衆議院議員選挙法（1919年）の下での総選挙（第14回衆議院議員総選挙）。
1925年（大正14年）
衆議院議員選挙法改正（いわゆる普通選挙法）。中選挙区制とし、納税条件を撤廃して満25歳以上の男子による普通選挙とする。
1928年（昭和3年）
改正衆議院議員選挙法（1925年）の下での総選挙（第16回衆議院議員総選挙）。
1945年（昭和20年）
衆議院議員選挙法改正。原則都道府県単位の制限連記大選挙区制。婦人参政権と選挙権年齢引き下げにより、満20歳以上（日本法で定義する成年者）の男女による普通選挙を確立。
1946年（昭和21年）
改正衆議院議員選挙法（1945年）の下での総選挙、政見放送（ラジオ）開始（第22回衆議院議員総選挙）。
1947年（昭和22年）
衆議院議員選挙法改正。単記中選挙区制。日本国憲法施行（普通選挙・平等選挙・秘密選挙の保障）。日本国憲法下での初の総選挙（第23回衆議院議員総選挙）。
1950年（昭和25年）
公職選挙法（昭和25年4月15日法律第100号）施行（衆議院議員選挙法廃止）。中選挙区制。
1952年（昭和27年）
公職選挙法施行後初の総選挙（第25回衆議院議員総選挙）。サンフランシスコ講和条約を結び、日本が主権を回復して初の総選挙。公職追放解除で出馬できたものも多数いた。
1969年（昭和44年）
政見放送（テレビ）開始（第32回衆議院議員総選挙）。
1976年（昭和51年）
日本国憲法下での初の任期満了に伴う総選挙。1972年の第33回衆議院議員総選挙の定数配分最大格差1対4.99につき最高裁が違憲と判断（最大判昭51・4・14民集30巻3号223頁）。ただし、事情判決の法理により選挙自体は有効とした。
1980年（昭和55年）
初の衆参同日選挙（第36回衆議院議員総選挙・第12回参議院議員通常選挙）。
1983年（昭和58年）
1980年の第36回衆議院議員総選挙の定数配分の最大格差1対3.94につき最高裁が憲法の選挙権の平等の要求に反する程度に至っていたと判断（最大判昭58・11・7民集37巻9号1243頁）。ただし、違憲状態にはあったが法改正によって合理的期間内に是正されなかったとはいえないとして違憲とはしなかった。
1985年（昭和60年）
1983年の第37回衆議院議員総選挙の定数配分の最大格差1対4.40につき最高裁が違憲と判断（最大判昭60・7・17民集39巻5号1100頁）。ただし、事情判決の法理により選挙自体は有効とした。
1993年（平成5年）
1990年の第39回衆議院議員総選挙の定数配分の最大格差1対3.18につき、最高裁が憲法の選挙権の平等の要求に反する程度に至っていたと判断（最大判平5・1・20民集47巻1号67頁）。ただし、違憲状態にはあったが憲法上要求される合理的期間内に是正されなかったとはいえないとして違憲とはしなかった。初めて｢全都道府県｣が揃って、即日開票された。
1994年（平成6年）
公職選挙法改正。小選挙区比例代表並立制（拘束名簿式比例代表制）を導入。
1996年（平成8年）
改正公職選挙法（1994年）の下での総選挙（第41回衆議院議員総選挙）。
1997年（平成9年）
公職選挙法改正。投票時間（不在者投票を含む）の延長、不在者投票の要件緩和。
2000年（平成12年）
公職選挙法改正。比例代表選出議員を200から180に削減して総定数480とする。初めて、洋上投票、及び在外投票（但し、比例代表制の投票のみ）が実施された。改正公職選挙法（2000年）の下での総選挙（第42回衆議院議員総選挙）。
2003年（平成15年）
公職選挙法改正。期日前投票制度の創設。
2007年（平成19年）
公職選挙法改正。在外投票のうち、選挙区にも投票可能となった。
2011年（平成23年）
2009年の第45回衆議院議員総選挙の際のいわゆる一人別枠方式に係る部分、また、定数配分の最大格差1対2.30の選挙区割りにつき、最高裁が憲法の投票価値の平等の要求に反する状態に至っていたと判断。ただし、違憲状態にはあったが憲法上要求される合理的期間内に是正されなかったとはいえないとして違憲とはしなかった。
2013年（平成25年）
公職選挙法改正。小選挙区の定数が300人から295人に削減。2012年の第46回衆議院議員総選挙の際の定数配分の最大格差1対2.43の選挙区割りにつき、最高裁が憲法の投票価値の平等の要求に反する状態に至っていたと判断。ただし、違憲状態にはあったが憲法上要求される合理的期間内に是正されなかったとはいえないとして違憲とはしなかった。
2015年（平成27年）
選挙権年齢を成年者から18歳以上に引き下げ。2014年の第47回衆議院議員総選挙の際の定数配分の最大格差1対2.13の選挙区割りにつき、最高裁は憲法の投票価値の平等の要求に反する状態に至っていたと判断し、その一方で1人別枠方式の撤廃や0増5減などの取り組みを「一定の前進」と評価し、違憲状態にはあったが憲法上要求される合理的期間内に是正されなかったとはいえないとして選挙無効の訴えは退けた。
（注）一票の格差の判断について最高裁判例では
1. その状態が相当期間継続しているかの可否を判断基準とし、1に抵触している場合には「違憲状態」、1と2の双方に抵触していれば「違憲」として結論を導いており、違憲判決をとる場合には選挙の効力についてさらに判断を行う[9]（議員定数訴訟における「違憲」や「違憲状態」については一票の格差も参照）。

2017年（平成29年）
公職選挙法改正。小選挙区の定数を295人から289人に、比例代表の定数を180人から176人に削減。
2021年（令和3年）
総務省が2020年の国勢調査の速報値をもとにアダムズ方式で試算したところ、小選挙区の定数は10増10減、比例代表は3増3減となることがわかった。衆議院議員選挙区画定審議会を開き、区割り改定案の審議を始める。2022年（令和4年）に公職選挙法が改正され第50回衆議院議員総選挙から導入された。。

## 衆議院議員総選挙の一覧
- 議席数/率の列について、「率」（議席占有率）は「比較第一党が獲得した議席数」÷「定数」を記載。
- 投票日の列は、年ではなく月日順でソートされる。回の列のソートボタンで、元の順序に戻る。
- 赤字は最高投票率、青字は最低投票率、太字は完全普通選挙のもとでの最高投票率。

| 回                                                          | 実施内閣   | 投票日                     | 曜   | 投票率 | 定数 | 解散/任期満了の日付                | 有権者数    | 比較第一党   | 議  | 席数/率 | 備考                                                                                       |
| ----------------------------------------------------------- | ---------- | -------------------------- | ---- | ------ | ---- | ---------------------------------- | ----------- | ------------ | --- | ------- | ------------------------------------------------------------------------------------------ |
| 大日本帝国憲法：帝国議会 (1890-1947) 上院：貴族院（非公選） |            |                            |      |        |      |                                    |             |              |     |         |                                                                                            |
| 第1回                                                       | 山縣1      | 1890年（明治23年）7月1日   | 火曜 | 93.91% | 300  |                                    | 450,872     | 立憲自由党   | 130 | 43.33%  | 議院内閣制度導入。初の衆議院議員総選挙                                                     |
| 第2回                                                       | 松方1      | 1892年（明治25年）2月15日  | 月曜 | 91.59% | 300  | 解散/1891年（明治24年）12月25日    | 434,594     | 立憲自由党   | 094 | 31.33%  |                                                                                            |
| 第3回                                                       | 伊藤2      | 1894年（明治27年）3月1日   | 金曜 | 88.76% | 300  | 解散/1893年（明治26年）12月30日    | 440,113     | 立憲自由党   | 120 | 40.00%  |                                                                                            |
| 第4回                                                       | 伊藤2      | 1894年（明治27年）9月1日   | 土曜 | 84.84% | 300  | 解散/1894年（明治27年）6月2日      | 460,483     | 立憲自由党   | 107 | 35.66%  |                                                                                            |
| 第5回                                                       | 伊藤3      | 1898年（明治31年）3月15日  | 火曜 | 87.50% | 300  | 解散/1897年（明治30年）12月25日    | 452,637     | 立憲自由党   | 105 | 35.00%  | 進歩党が104議席で第2党                                                                     |
| 第6回                                                       | 大隈1      | 1898年（明治31年）8月10日  | 水曜 | 79.91% | 300  | 解散/1898年（明治31年）6月10日     | 502,292     | 憲政本党     | 124 | 41.33%  |                                                                                            |
| 第7回                                                       | 桂1        | 1902年（明治35年）8月10日  | 日曜 | 88.39% | 376  | 任期満了/1902年（明治35年）8月9日  | 982,868     | 立憲政友会   | 191 | 50.79%  | 秘密投票を導入                                                                             |
| 第8回                                                       | 桂1        | 1903年（明治36年）3月1日   | 日曜 | 86.17% | 376  | 解散/1902年（明治35年）12月28日    | 958,322     | 立憲政友会   | 175 | 46.54%  |                                                                                            |
| 第9回                                                       | 桂1        | 1904年（明治37年）3月1日   | 火曜 | 86.06% | 379  | 解散/1903年（明治36年）12月11日    | 762,445     | 立憲政友会   | 133 | 35.09%  | 北海道の3区部（札幌区・函館区・小樽区）以外の地域にて初めて実施                            |
| 第10回                                                      | 西園寺1    | 1908年（明治41年）5月15日  | 金曜 | 85.29% | 379  | 任期満了/1908年（明治41年）3月27日 | 1,590,045   | 立憲政友会   | 187 | 49.34%  | 衆議院議員選挙法の規定により、第24回帝国議会閉会日の3月27日まで在任                        |
| 第11回                                                      | 西園寺2    | 1912年（明治45年）5月15日  | 水曜 | 89.58% | 381  | 任期満了/1912年（明治45年）5月14日 | 1,506,143   | 立憲政友会   | 209 | 54.85%  | 明治最後。沖縄県にて初めて実施                                                             |
| 第12回                                                      | 大隈2      | 1915年（大正4年）3月25日   | 木曜 | 92.13% | 381  | 解散/1914年（大正3年）12月25日     | 1,546,411   | 立憲同志会   | 153 | 40.15%  | 大正最初                                                                                   |
| 第13回                                                      | 寺内       | 1917年（大正6年）4月20日   | 金曜 | 91.92% | 381  | 解散/1917年（大正6年）1月25日      | 1,422,126   | 立憲政友会   | 165 | 43.30%  |                                                                                            |
| 第14回                                                      | 原         | 1920年（大正9年）5月10日   | 月曜 | 86.73% | 464  | 解散/1920年（大正9年）2月26日      | 3,069,148   | 立憲政友会   | 278 | 59.91%  |                                                                                            |
| 第15回                                                      | 清浦       | 1924年（大正13年）5月10日  | 土曜 | 91.18% | 464  | 解散/1924年（大正13年）1月31日     | 3,288,405   | 憲政会       | 151 | 32.54%  | 大正最後                                                                                   |
| 第16回                                                      | 田中義一   | 1928年（昭和3年）2月20日   | 金曜 | 80.36% | 466  | 解散/1928年（昭和3年）1月21日      | 12,408,678  | 立憲政友会   | 218 | 46.78%  | 昭和最初。男子普通選挙(25歳以上)開始。立憲民政党が216議席で第2党。                         |
| 第17回                                                      | 濱口       | 1930年（昭和5年）2月20日   | 木曜 | 83.34% | 466  | 解散/1930年（昭和5年）1月21日      | 12,812,895  | 立憲民政党   | 273 | 58.58%  |                                                                                            |
| 第18回                                                      | 犬養       | 1932年（昭和7年）2月20日   | 土曜 | 81.68% | 466  | 解散/1932年（昭和7年）1月21日      | 13,237,841  | 立憲政友会   | 301 | 64.59%  |                                                                                            |
| 第19回                                                      | 岡田       | 1936年（昭和11年）2月20日  | 木曜 | 78.65% | 466  | 解散/1936年（昭和11年）1月21日     | 14,479,553  | 立憲民政党   | 205 | 43.99%  |                                                                                            |
| 第20回                                                      | 林         | 1937年（昭和12年）4月30日  | 金曜 | 73.31% | 466  | 解散/1937年（昭和12年）3月31日     | 14,618,298  | 立憲民政党   | 179 | 38.41%  | 食い逃げ解散。立憲政友会が175議席で第2党。                                                 |
| 第21回                                                      | 東條       | 1942年（昭和17年）4月30日  | 木曜 | 83.16% | 466  | 任期満了/1942年（昭和17年）4月29日 | 14,594,287  | 大政翼賛会   | 381 | 81.75%  | 翼賛選挙。特例として任期を1年延長した上での任期満了                                        |
| 第22回                                                      | 幣原       | 1946年（昭和21年）4月10日  | 水曜 | 72.08% | 466  | 解散/1945年（昭和20年）12月18日    | 36,878,420  | 日本自由党   | 141 | 30.25%  | 女性参政権容認、20歳以上男女普通選挙開始。                                                 |
| 第23回                                                      | 吉田1      | 1947年（昭和22年）4月25日  | 金曜 | 67.95% | 466  | 解散/1947年（昭和22年）3月31日     | 40,907,493  | 日本社会党   | 143 | 30.68%  | 憲政史上初の社会主義政権として片山内閣発足。                                               |
| 日本国憲法：国会 (1947-現在) 上院：参議院（公選）           |            |                            |      |        |      |                                    |             |              |     |         |                                                                                            |
| 第24回                                                      | 吉田2      | 1949年（昭和24年）1月23日  | 日曜 | 74.04% | 466  | 解散/1948年（昭和23年）12月23日    | 42,105,300  | 民主自由党   | 264 | 56.65%  | 馴れ合い解散                                                                               |
| 第25回                                                      | 吉田3      | 1952年（昭和27年）10月1日  | 水曜 | 76.43% | 466  | 解散/1952年（昭和27年）8月28日     | 46,772,584  | 自由党       | 240 | 51.50%  | 抜き打ち解散                                                                               |
| 第26回                                                      | 吉田4      | 1953年（昭和28年）4月19日  | 日曜 | 74.22% | 466  | 解散/1953年（昭和28年）3月14日     | 47,090,167  | 自由党吉田派 | 199 | 42.70%  | バカヤロー解散                                                                             |
| 第27回                                                      | 鳩山一郎1  | 1955年（昭和30年）2月27日  | 日曜 | 75.84% | 467  | 解散/1955年（昭和30年）1月24日     | 49,235,375  | 日本民主党   | 185 | 39.61%  | 天の声解散                                                                                 |
| 第28回                                                      | 岸1        | 1958年（昭和33年）5月22日  | 木曜 | 76.99% | 467  | 解散/1958年（昭和33年）4月25日     | 52,013,529  | 自由民主党   | 287 | 61.45%  | 話し合い解散。55年体制初の総選挙                                                           |
| 第29回                                                      | 池田1      | 1960年（昭和35年）11月20日 | 日曜 | 73.51% | 467  | 解散/1960年（昭和35年）10月24日    | 54,312,993  | 自由民主党   | 296 | 63.38%  |                                                                                            |
| 第30回                                                      | 池田2      | 1963年（昭和38年）11月21日 | 木曜 | 71.14% | 467  | 解散/1963年（昭和38年）10月23日    | 58,281,678  | 自由民主党   | 283 | 60.59%  |                                                                                            |
| 第31回                                                      | 佐藤1      | 1967年（昭和42年）1月29日  | 日曜 | 73.99% | 486  | 解散/1966年（昭和41年）12月27日    | 62,992,796  | 自由民主党   | 277 | 56.99%  | 黒い霧解散                                                                                 |
| 第32回                                                      | 佐藤2      | 1969年（昭和44年）12月27日 | 土曜 | 68.51% | 486  | 解散/1969年（昭和44年）12月2日     | 69,260,424  | 自由民主党   | 288 | 59.25%  | 1970年11月15日の沖縄県の国政参加選挙により定数増                                           |
| 第33回                                                      | 田中角栄1  | 1972年（昭和47年）12月10日 | 日曜 | 71.76% | 491  | 解散/1972年（昭和47年）11月13日    | 73,769,636  | 自由民主党   | 271 | 55.19%  |                                                                                            |
| 第34回                                                      | 三木       | 1976年（昭和51年）12月5日  | 日曜 | 73.45% | 511  | 任期満了/1976年（昭和51年）12月9日 | 77,926,588  | 自由民主党   | 249 | 48.72%  | ロッキード選挙。日本国憲法下で初の任期満了による（解散を伴わない）衆議院議員総選挙         |
| 第35回                                                      | 大平1      | 1979年（昭和54年）10月7日  | 日曜 | 68.01% | 511  | 解散/1979年（昭和54年）9月7日      | 80,169,924  | 自由民主党   | 248 | 48.53%  |                                                                                            |
| 第36回                                                      | 大平2      | 1980年（昭和55年）6月22日  | 日曜 | 74.57% | 511  | 解散/1980年（昭和55年）5月19日     | 80,925,034  | 自由民主党   | 284 | 55.57%  | ハプニング解散。衆参同日選挙、大平正芳首相急逝                                             |
| 第37回                                                      | 中曽根1    | 1983年（昭和58年）12月18日 | 日曜 | 67.94% | 511  | 解散/1983年（昭和58年）11月28日    | 84,252,608  | 自由民主党   | 250 | 48.92%  | 田中判決解散                                                                               |
| 第38回                                                      | 中曽根2改2 | 1986年（昭和61年）7月6日   | 日曜 | 71.40% | 512  | 解散/1986年（昭和61年）6月2日      | 86,426,845  | 自由民主党   | 300 | 58.59%  | 死んだふり解散。衆参同日選挙。昭和最後                                                     |
| 第39回                                                      | 海部1      | 1990年（平成2年）2月18日   | 日曜 | 73.31% | 512  | 解散/1990年（平成2年）1月24日      | 90,322,908  | 自由民主党   | 275 | 53.71%  | 平成最初。                                                                                 |
| 第40回                                                      | 宮澤改     | 1993年（平成5年）7月18日   | 日曜 | 67.26% | 511  | 解散/1993年（平成5年）6月18日      | 94,477,816  | 自由民主党   | 223 | 43.63%  | 嘘つき解散。55年体制崩壊、細川内閣成立                                                     |
| 第41回                                                      | 橋本1      | 1996年（平成8年）10月20日  | 日曜 | 59.65% | 500  | 解散/1996年（平成8年）9月27日      | 97,680,719  | 自由民主党   | 239 | 47.80%  | この回から小選挙区比例代表並立制                                                           |
| 第42回                                                      | 森1        | 2000年（平成12年）6月25日  | 日曜 | 62.49% | 480  | 解散/2000年（平成12年）6月2日      | 100,492,328 | 自由民主党   | 233 | 48.54%  | 神の国解散。比例区の定数削減                                                               |
| 第43回                                                      | 小泉1改2   | 2003年（平成15年）11月9日  | 日曜 | 59.86% | 480  | 解散/2003年（平成15年）10月10日    | 102,306,684 | 自由民主党   | 237 | 49.37%  |                                                                                            |
| 第44回                                                      | 小泉2改    | 2005年（平成17年）9月11日  | 日曜 | 67.51% | 480  | 解散/2005年（平成17年）8月8日      | 103,067,966 | 自由民主党   | 296 | 61.66%  | 郵政解散                                                                                   |
| 第45回                                                      | 麻生       | 2009年（平成21年）8月30日  | 日曜 | 69.28% | 480  | 解散/2009年（平成21年）7月21日     | 104,057,361 | 民主党       | 308 | 64.16%  | 民主党第1党で民社国連立政権による鳩山由紀夫内閣成立、自民党第1党から転落                   |
| 第46回                                                      | 野田改3    | 2012年（平成24年）12月16日 | 日曜 | 59.32% | 480  | 解散/2012年（平成24年）11月16日    | 103,959,866 | 自由民主党   | 294 | 61.25%  | 近いうち解散。自民党第1党で自公連立政権による第2次安倍内閣成立、民主党第1党から転落        |
| 第47回                                                      | 安倍2改    | 2014年（平成26年）12月14日 | 日曜 | 52.66% | 475  | 解散/2014年（平成26年）11月21日    | 104,067,104 | 自由民主党   | 291 | 61.26%  | アベノミクス解散                                                                           |
| 第48回                                                      | 安倍3改3   | 2017年（平成29年）10月22日 | 日曜 | 53.68% | 465  | 解散/2017年（平成29年）9月28日     | 106,091,229 | 自由民主党   | 284 | 61.08%  | 国難突破解散。平成最後。18歳選挙権導入後最初の衆議院議員総選挙。                           |
| 第49回                                                      | 岸田1      | 2021年（令和3年）10月31日  | 日曜 | 55.93% | 465  | 解散/2021年（令和3年）10月14日     | 105,622,758 | 自由民主党   | 261 | 56.12%  | 未来選択解散。令和最初。初めて任期満了日以降に行われた総選挙。平成生まれの国会議員が誕生。 |
| 第50回                                                      | 石破1      | 2024年（令和6年）10月27日  | 日曜 | 53.85% | 465  | 解散/2024年（令和6年）10月9日      | 103,880,749 | 自由民主党   | 191 | 41.08％ | 日本創生解散。自公連立政権が過半数割れ。31年ぶりにハング・パーラメントとなる。             |

## 各種記録
- 歴代最多立候補者数 - 第22回・1946年（昭和21年）：2,770人
- 歴代最高投票率 - 第1回・1890年（明治23年）：93.91%
- 歴代最低投票率 - 第47回・2014年（平成26年）：52.66%

## 当選回数
- 人名の太字は、現職議員。

| 人名       | 当選 回数 | 初当選 | 最終当選 | 備考                           |
| ---------- | --------- | ------ | -------- | ------------------------------ |
| 尾崎行雄   | 25回      | 第1回  | 第25回   |                                |
| 原健三郎   | 20回      | 第22回 | 第41回   |                                |
| 中曽根康弘 | 20回      | 第23回 | 第42回   |                                |
| 三木武夫   | 19回      | 第20回 | 第38回   | 在職中に死去。                 |
| 小沢一郎   | 19回      | 第32回 | 第50回   |                                |
| 犬養毅     | 18回      | 第1回  | 第18回   | 在職中に死去（五・一五事件）。 |
| 櫻内義雄   | 18回      | 第23回 | 第41回   | 第24回は落選。                 |
| 星島二郎   | 17回      | 第14回 | 第30回   |                                |
| 江崎真澄   | 17回      | 第22回 | 第39回   | 第26回は落選。                 |
| 河本敏夫   | 17回      | 第24回 | 第40回   |                                |
| 山中貞則   | 17回      | 第26回 | 第43回   | 第39回は落選。                 |
| 大竹貫一   | 16回      | 第3回  | 第20回   | 第6回、第15回は不出馬。        |
| 二階堂進   | 16回      | 第22回 | 第40回   | 第23回、第25回、第26回は落選。 |
| 田中角栄   | 16回      | 第23回 | 第38回   |                                |
| 海部俊樹   | 16回      | 第29回 | 第44回   |                                |
| 野田毅     | 16回      | 第33回 | 第48回   |                                |

## 問題点
小選挙区制（比例代表並立制）に移行してからは、投票率が60%以下であることが多く、日本国憲法下で実施された衆議院議員総選挙の平均投票率（68.18%）には到達していない。

### 統一地方選挙期間と重複した場合
いまのところ、統一地方選挙期間中に、衆議院議員総選挙（最高裁判所裁判官国民審査を含む）が実施された事例はないが、衆議院議員総選挙と統一地方選挙の期間が重複した場合、前半（統一地方選挙に関係する道府県と政令指定都市の選挙）、後半（政令指定都市以外の市町村と特別区の選挙）のどちらかで衆議院議員総選挙を実施するのかが大きな課題となる。しかし、統一地方選挙に関係する道府県、政令指定都市、政令指定都市以外の市町村、特別区の選挙を一度に実施することができるようにする施策の具体化も不明である。